# Йохан II фон Викрат-Билщайн
Йохан II фон Викрат-Билщайн (на немски: Johann II, Herr von Wickrath-Bilstein; † сл. 1368) е господар на Билщайн в Хесен и Тюрингия и на Викрат в Северен Рейн-Вестфалия.
Той е син на Дитрих II фон Билщайн († 5 ноември 1335) и съпругата му графиня Катарина фон Арнсберг († 11 юли 1362), дъщеря на граф Лудвиг фон Арнсберг († 1313) и графиня Петронела (Перонета) фон Юлих († 1305). Внук е на Йохан I фон Билщайн († 8 април 1310), маршал на Вестфалия, и Юта фон Рененберг († сл. 1297).

## Фамилия
Йохан II фон Викрат-Билщайн се жени пр. 13 април 1330 г. за Катарина фон Викрат († сл. 1335), вдовица на Вилхелм ван Милен, господар на Викрат и Грубенворст († 6 ноември 1328), дъщеря на Лудолф фон Викрат († 1304) и Ирмгард ван Кранендонк († сл. 1317). Те нямат деца.
Йохан II фон Викрат-Билщайн се жени втори път на 17 януари 1348 г. за Ирмезинда фон Райфершайд († сл. 1348), дъщеря на Йохан III фон Райфершайд († 1315/1317) и графиня Рикарда фон дер Марк или фон Долен Салм († сл. 1330). Бракът е бездетен.